# Sudhakara Dvivedi
Sudhakara Dvivedi (* 1855 in Khajuri bei Varanasi; † 1910) war ein indischer Sanskrit-Gelehrter, Mathematiker und Mathematikhistoriker.
Er studierte bei dem Gelehrten Devakrsna und wurde 1883 Bibliothekar am Government Sanskrit College in Varanasi. 1890 wurde er dort Lehrer (Professor) für Mathematik und Astrologie als Nachfolger von Bapu Deva Sastri. Später war er Professor und Leiter der mathematischen Fakultät am Queen’s College in Benares (Varasani). 1905 ging er in den Ruhestand. Sein Nachfolger wurde der in Allahabad, Cambridge und Göttingen ausgebildete Ganesh Prasad (1876–1935), bevor er Professor an der Universität Kalkutta wurde.
Dvivedi war mit Bapu Deva Sastri einer der bedeutendsten Mathematiker in Indien im 19. Jahrhundert. Deva Shastri publizierte 1861 mit Wilkinson Übersetzungen der astronomischen Sanskrit Texte Surya Siddhanta (auch Teil der Pancasiddhantika) und Siddhanta Siromani (von Bhaskara II.).
Als Mathematiker befasste er sich unter anderem mit Zahlentheorie (Diophantische Gleichungen). Er schrieb englische Lehrbücher über Analysis und Algebra, Bücher über Eigenschaften der Ellipse und sphärische Trigonometrie und gab eine Sanskrit Ausgabe von Euklids Elementen heraus.
Er gab mehrere Sanskrit-Bücher über Mathematik und Astronomie klassischer indischer Mathematiker heraus, so von Bhaskara II. (Lilavati 1879, Bijaganita 1889, Siddhantasiromani), Brahmagupta (Brahmasphutasiddhanta, The Pandit 1902), Aryabhata II. (Maha-Siddhanta, Benares Sanskrit Studies 1910), Kamalakara. Mit George Thibaut gab er 1889 die astronomische Sammlung Pancasiddhantika von Varahamihira heraus.
1910 erschien in Benares seine History of Hindu Mathematics. Zuvor veröffentlichte er schon 1892 ein Buch über traditionelle Astronomen und Mathematiker in Indien Ganakatarangini.